# Изоглоссы западногерманского диалектного континуума

Карта немецких диалектов с основными изоглоссами

Изоглоссы западногерманского диалектного континуума — условные линии на лингвистической карте немецкого языка (например, диалектологических атласов), обозначающие места, отграничивающие одни языковые/диалектные явления от других. Как правило, под изоглоссами понимают именно картографические линии. Реальные ландшафты, города, местности, отдельные районы Германии, Швейцарии, Австрии, Польши, Чехии, Лихтенштейна, Люксембурга, Бельгии, Франции, Нидерландов, Великобритании, где в основном распространены немецкие диалекты, принадлежащие к западногерманскому диалектному континууму, являются лишь точками, проходя через которые по прямой, пролегают эти мнимые диалектные линии.
В немецкой диалектологии, если не принимать во внимание, что нидерландские диалекты образуют независимую группу диалектов, принято считать, что каждая диалектная группа и каждый диалект имеет свои границы. Отдельные диалекты окружены однородной изоглоссой (например, бамбергский диалект окружён бамбергским барьером), другие — ограничены несколькими линиями с разных сторон (линии euch-enk, mähe-mähet, fescht-fest, pund-pfund и appel-apfel с востока по часовой стрелке ограничивают восточнофранкский диалект).

## Главные изоглоссы
Количество изоглосс, начиная от самых крупных и заканчивая микроизоглоссами, отделяющими сельские и городские диалекты, в немецкоязычном языковом пространстве очень велико, учитывая, что многие линии сливаются и распадаются. Далее будут описаны лишь основные линии, которые определяют наиболее известные фонетико-морфологические явления.

### Линия Бенрата
Самой главной изоглоссой, которая отграничивает нижненемецкий язык от верхненемецкого, является линия maken-machen, также называемая линией Бенрата (по названию административного района города Дюссельдорфа). Основным свойством линии является переход k в ch с севера на юг. Формально же линия Бенрата связана с несколькими изоглоссами, включая линии ik-ich, dat-das, dorp-dorf и hebben-haben. В настоящее время наблюдается тенденция к отходу линии на север под верхненемецким влиянием, которое началось ещё со вторым передвижением согласных.

### Линия Шпайера
Разделение западногерманского континуума на верхнюю и нижнюю зону оказалось не окончательным, так как в самом верхненемецком диалектном пространстве обнаружились существенные различия: процесс второго передвижения прошёл не полностью в центральной части Германии, что повлекло выделение тюрингско-саксонских, среднефранкских и других диалектов в отдельную группу — средненемецкую. Граница этих диалектов изначально была определена неточно, по линии Карлсруэ. Однако более современные исследования указывают на истинную границу между средне- и южнонемецкими диалектами по линии appel-apfel, проходящей севернее верхнефранкских диалектов, ошибочно воспринимаемых Готтшедом как средненемецкие.

## Рейнская область диалектного перехода
По течению Рейна с севера на юг сосредоточена так называемая область перехода изоглосс. Она собирает сразу все крупнейшие изоглоссы западной и северной Германии, исключая линии haus-hus, kind-chind, trinkche-trīche, частично euch-enk, brouder-bruader в южнонемецком диалектном пространстве, ряд крупных восточно- и западнонижненемецких изоглосс (например, dik-di и brauder-broder).
С севера на юг через Рейн проходят линии mähet-mähe(n) (уходит от вестфальских диалектов на восток за линией Бенрата и отходит от неё на север до Любека), ik-ich (линия Юрдингена, также уходит на восток, пересекая всю Германию), maken-machen, dorp-dorf (линия Бад-Хоннефа, делящая рипуарские и мозельско-франкские диалекты), dat-das (линия Санкт-Гоара, отграничивает мозельско-франкский от рейнско-франкского), appel-apfel, pund-pfund (линия Гермерсгеймера), средняя mähe-mähet (часть Вестфальской) и восточная euch-enk (начало линии euch-enk близ чешской границы). 